# 仙窟活龍大戦カオスシード
『仙窟活龍大戦カオスシード』（せんくつかつりゅうたいせんカオスシード）は、1998年1月29日にネバーランドカンパニーより発売されたセガサターン用のゲームソフト。ジャンルはダンジョン育成シミュレーションで、シミュレーション・アクション・RPG・アドベンチャーの要素を持つ。キャラクターデザインは船戸明里で、おおつきべるのがイメージイラストを描いている。また、1998年12月10日にサタコレとして再発売された。
1996年に発売されたスーパーファミコン用ソフト『カオスシード〜風水回廊記〜』の移植・改良版。移植に伴って演出・メインシナリオ・チュートリアル・ヘルプが強化され、キャラクター・シナリオ・音声・会話イラストが追加された。また、仙獣・アイテムなどの調整が図られ全体のバランスが改善されている。
ゲームの流れは、洞窟（ダンジョン）を掘り、仙獣（モンスター）を配置し、侵入者（役人であったり西欧RPG風の戦士であったりする）を撃退してダンジョンを運営、成長させていくのが基本となる。作品世界は古代中国風の東洋ファンタジーで、五行思想や干支・風水などが設定として引用されている。一方で侵入者として西洋ファンタジーベースのコンピュータRPGで定番の戦士・勇者などが配置されている。

## ストーリー
天に届く嵩山の麓、そこに「洞天福」という国があり、そこには洞仙と呼ばれる仙人がいた。彼らは地下に仙窟と呼ばれるダンジョンを作り、風水と仙術を使いながら仙獣たちを使役し、大地の龍脈を活性化させて荒廃した大地に緑を取り戻していた。だが、町の人たちは洞仙に対して誤解があり、洞仙のことを地下で妖怪と共に怪しいこと（地震を起こす・大地を荒廃させるなど）をしている悪人だと思っていた。
そんなある日、三界老師の修行を終え一人前の洞仙になった主人公は、初めて作った仙窟の奥に封印されて開かない扉を見つける。その後、仙術で扉の封印を解いた主人公は、主人公に対して憎しみを持っているらしい者の声に誘われ扉の奥へと進んで行き、石になっている龍を見つける。声の正体はその龍であり、龍は主人公を知っている様子であるが主人公に相手の覚えはない。主人公は石化を解いて襲いかかってきた龍の圧倒的な力の前に倒され、助けに来た老師も目の前で石にされてしまう。そして、主人公は龍が唱えた呪文「天封呪」によって存在を分割されて平行世界に封じ込められてしまう。それぞれ少しずつ異なる幾多の平行世界の中で、主人公は元の世界に戻る手がかりを探す。

## 登場人物
主人公
声：上田祐司
三界老師に師事している見習い洞仙だったが、老師に一人前と認定された後、独り立ちして大地のために働く。性格は楽天的でおっちょこちょい。物心付いた頃から人里離れて修行していたため世間の常識には疎く、洞仙が誤解されていることには関心がないが、使命感は強い。デフォルトの名前は無い。おまけディスクでのみ声優の声が聴ける。
ヒロイン
声：丹下桜
主人公に助けられ、後に仙窟作りを手伝うようになる。温和で優しく、まっすぐで芯のある性格。主人公にとっては良き理解者で大切な存在ではあるが、ヒロインの抱く想いは解らないらしい。料理が得意。世間の洞仙への誤解を解こうと奮戦するが、主人公の無頓着ぶりもあり苦労している。主人公と同じくデフォルトの名前は無いが、おまけディスクでは名前が「さくら」である。
三界老師（さんかいろうし）
声：内海賢二
洞仙。主人公の師匠にして育ての親。年のせいか物忘れが激しい。王蒼幻と古い知り合い。
林 玲蘭（りん れいらん）
声：水谷優子
賞金稼ぎの仙術使い。腕も容姿も良いが、お金に汚いので評判は悪い。
龍 雷漢（りゅう らいかん）
声：屋良有作
洞天福軍の将軍。義に厚い豪傑。その腕と性格から兵士からの信望も篤い。シナリオによっては引退した元武将。
東 天転（とう てんてん）
声：手塚ちはる
洞天福軍の隊長。負けず嫌いで直情的。男まさりな性格で女扱いされることを好まず、特に「テンテンちゃん」と呼ばれると怒る。セガサターン版で追加されたキャラクター。
公 明紅（こう めいほん）
声：冬馬由美
拳法家。父の仇の洞仙を探して旅を続けている。
大僧正
声：内海賢二
一見好々爺だが、目的のためには手段を選ばない。町の有力者として主人公と敵対することが多い。
王 蒼幻（わん そうげん）
声：冬馬由美
世界最強の術師。外見は14歳程度の少年だが、転生術によって前世の記憶を引き継いでいる。三界老師と古い知り合い。
伊邪那岐（いざなぎ）
声：置鮎龍太郎
東国から来た術師。亡き妻イザナミを取り戻すため、冥界へ至る道を探している。
捜神 死郎（そうじん しろう）
声：小野坂昌也
東国から来た侍。飄々とした性格。強い相手を求めて諸国を旅している。
シャスタ＝ホルス（Shasta Holth）
声：住友優子
西国から来た魔法使いでアレックスの娘。おっとりとした天然ボケな性格だが、魔法の腕はかなりのもの。
ケブレス＝リアリー（Kevress Realy）
声：置鮎龍太郎
西国から来た騎士。ホルス父娘と行動を共にしているが、生真面目な性格のためお気楽なホルス父娘相手に気苦労が絶えない。旅の目的は、失われた聖杯を取り戻すこと。
アレックス＝ホルス（Alex Holth）
声：速水奨
西国から来た不老不死の勇者でシャスタの父親。軽い性格。実は神代の昔につくられた人造人間。
キャラクターではないが、ゲームに関する声の担当。
- アナウンス（声：水谷優子）
- ナレーション（声：丹下桜）

## ゲームシステム
ゲームはターン形式になっている。通常、ターンは仙窟モードと集計タイムで構成されるが、ときどきストーリーモードが挿入される。
また、ほとんどの場合、ゲームの目的は仙窟モードで規定のエネルギーを龍穴炉に振り込むことである。
ゲームの基本的な流れは下記の通り（特に記載が無いかぎり仙窟モード）。
1. 必要な部屋を作る
2. 風水の調整・仙窟内の移動のために通路を作る
3. 仙獣を各部屋へ巡回させ、特定の部屋で生産した仙丹・エネルギーを各部屋に分配する
4. 集計タイムの時、各部屋に貯まった仙丹を使い部屋の能力を強化する

さらに、それらと並行して
- 生産部屋で生産したエネルギーを龍穴炉に振り込む
- 侵入者を撃退する
- ストーリーモードでイベントを進行させる

ことが必要となる。
端的にいえば「ダンジョンを作り侵入者を撃退する」という、通常のRPGと立場が逆転した状況となる。
ダンジョン生成はシミュレーションゲーム、侵入者との戦闘はアクションゲームとなっている。
仙窟は必要最小限ならば簡単に作ることが可能だが、風水の相性や属性の数なども考え作りこむことも可能。

### ストーリーモード
ストーリーモードとは、シナリオ開始時・ターン開始時・あるエネルギー量を龍穴炉に振り込んだ時などに始まるイベントのことで（例外として好きな時に町に行けるシナリオもある）、その時に表示される赤い字の選択肢はシナリオの分岐に直接関わる。
このモードの時に仙窟に侵入して来るキャラクターはシナリオキャラクターと呼ばれ、一番遠い部屋から階段部屋に到達するまでのデモを見ることになる。もしデモ中にシナリオキャラクターが仙獣・トラップ・部屋の機能によって倒されると、プレイヤーは仙窟内撃破ボーナスとして1000エネルギーと一つのアイテムを獲得できる。シナリオキャラクターの中には、一時的に主人公の仲間になる者もいる。

### 仙窟モード
仙窟モードは仙窟の作成と維持をするモードであり、このゲームの基幹部分である。また、画面上部に表示される時間が0になると仙窟モードは終了し、集計タイムに移行する。仙窟モードでは、プレイヤーはアクションゲームのように主人公を操作し、部屋を作ったり侵入者と戦ったりすることになる。

#### 部屋
部屋は9種類あり、それぞれ固有の機能を持っている。各部屋はそれぞれエネルギーと仙丹を蓄積している。仙丹は部屋の強化に必要であり、エネルギーは部屋の活動に必要である。また、各部屋はそれぞれ侵入者の攻撃に対する耐久力がある。部屋の耐久力か蓄積エネルギーが無くなると部屋は活動を停止する。
また、部屋を作るには部屋ポイントとエネルギーが、通路を作るには通路ポイントとエネルギーが必要である。部屋の大きさは、付けられる強化メニューの数の多さに影響する。部屋ポイントは基本的に大きい部屋ほど多く消費するが、縦長・横長な部屋や小さすぎる部屋でも多く消費する。部屋ポイント・通路ポイントは、基本的に龍穴炉にエネルギーを振込むことで得られるが、アイテムで得ることも可能である。

##### 因素
因素は仙窟全体に散らばっている粒のようなもので、部屋の面積に含まれた因素の種類と数が、その部屋の基礎生産能力を左右する。因素の数が多い程、部屋の性能は上がる。そのため、因素は部屋の位置を決める際の重要な要素であるが、因素の分布はゲーム開始時にランダムで決まるため、ゲーム毎に仙窟内の部屋の位置は変えざるを得ない。
因素は3種類あり、それぞれが左右するものは以下の通り。
黄
1ターンあたりのエネルギー生産量が上がる。
緑
1ターンあたりの仙丹生産量が上がる。
赤
掘削部屋の1アイテム当たりの掘削時間が短くなる。

##### 属性と部屋神・風水
部屋は、所属する属性によって作成できる部屋の種類が決定される。属性は火土金水木の5つであり、五行思想を踏まえたものである。属性は、部屋の位置と作成する時のターンに依存して決定される。
部屋神とは、各属性を司る5柱の神のことで、部屋を整地すると出現し、そこに作成する部屋の種類を選択できる。また、部屋神はシナリオに関わることもある。
部屋の属性は「気」として通路を通り、他の部屋へ流れ込む。これを風水と言い、属性によって流れの良い組み合わせと悪い組み合わせがある。部屋に流れ込む風水の組み合わせと量により、その部屋で強化可能な機能（強化メニュー）が決まる。

##### 通路と扉
通路は風水の通り道であり、主人公や仙獣の部屋間の移動に必要なものである。部屋を一つ作ると、それに伴って通路も一つできる。また、通路だけを作ることもできる。風水の流れは基本的に直進で、曲がり角で曲げることは可能だが、T字の通路を作って分岐させるといったことは不可。1つの部屋には最大6つの通路を繋ぐことができる。
扉は、通路（部屋）の作成を開始する地点と部屋の間に1つ以上のブロック幅があり、なおかつ部屋の四隅でない場所へ通路をつなげると出現する。扉は風水の流れを良くするもので、扉がある部屋への風水の流れ込みが良くなる（風水量0の場合は1、1の場合は2、2の場合は4）。扉は敵の侵入を防ぐためのものではない。

##### 部屋の種類
部屋には以下の種類がある。
生産部屋
エネルギーを生産する。主人公、及び仙獣グループはこの部屋からのみエネルギーを引き出すことが出来る。
練丹部屋
仙丹を生産する。主人公、及び仙獣グループはこの部屋からのみ仙丹を引き出すことが出来る。
召喚部屋
主人公が所持している仙丹を使って仙獣を召喚できる。また、戦闘で死亡した仙獣を蘇生できる。
攻撃部屋
部屋に貯蔵しているエネルギーを使って自動的に侵入者を攻撃する。また、1ターンごとにトラップを生産する。
掘削部屋
一定時間ごとにアイテムを発掘する。入手には主人公の手持ちの仙丹が必要。
倉庫部屋
アイテムを保管できる。保管したアイテムはシナリオを超えて引き出せる。また、龍穴炉に一度に振り込めるエネルギー量の上限を上げられる。
索敵部屋
一定範囲内の侵入者と飛天石出口の位置を特定する。範囲は強化することによって増加させることができる。
転送部屋
主人公が所持しているエネルギーを使って主人公を一定範囲内の他の部屋に転送する。
階段部屋
下の階へと続く階段がある部屋。階段は龍穴炉に続くものが多いが、シナリオによっては特殊な場所へ続くものもある。初めから存在するか、強制的に作られるか、または作らなければならない部屋である。属性がなく、風水が流れない為、仙窟運営の邪魔になることも多い。

#### 無色界
無色界は部屋ではなく、部屋をある決まった属性の順番で作ると出現する架空の空間である。「魂の修行場」であり、何回か連続する敵との戦いに一度だけ挑戦することができる。負けてもペナルティは無く、最後まで勝ち抜くとレアアイテムか強力な仙獣を獲得できる。

#### 龍穴炉
龍穴炉とは龍脈の中心にある場所のことであり、ここに規定のエネルギー量を振り込むことが大地の復活＝ゲームの目的である。エネルギーを振り込むと、主人公と仙獣のHP・MPが回復し、一定の部屋ポイント・通路ポイントを得られる。ただし、エネルギーは1ターンに一度しか振り込めず、一度に振り込めるエネルギー量にも上限がある。また、一定ターン以上エネルギーを振り込まなかった場合、邪精が集まっていることもある。シナリオキャラクターと戦うことになる場所でもある。

#### 侵入者と飛天石出口
侵入者は飛天石出口というワープゲートのようなものから仙窟内に出現する。設定上、飛天石とは地上と仙窟を結ぶ働きをする岩のことであり、地上にあるそれを使って侵入者は仙窟内に侵入する。また、侵入者は初め洞天福軍の兵士たちだが、ターンが進むと東国や西国の戦士たちなど強力な敵が侵入してくる。
侵入者の中には、部屋を攻撃したり部屋のエネルギー・仙丹を奪うものもいる。そのため、プレイヤーは仙窟の維持のために、侵入者の撃退と飛天石出口の破壊をしなければならない。
侵入者は一人以上のグループとして行動するが、グループの最後の一人が倒されると宝箱を落とすことがある。また、そのターンに出現する飛天石出口の最後の一つを破壊しても宝箱が出現することがある（宝箱でない場合は通常より多くエネルギーや仙丹が手に入る）。宝箱の中には装備品やアイテムが入っており、装備品は主人公や仙獣が装備することができる。

#### 仙獣
仙獣の設定は干支にちなんでおり、基本となる陽属性の仙獣12種類と裏にあたる陰属性（陽属性とは色と名前が違う）12種類の計24種類がいる。陽属性は特殊能力に優れ、陰属性は基本能力に優れる。仙獣は主人公が所持している仙丹と引き換えに召喚部屋で召喚でき、それぞれ戦闘が得意だったり得意な作業分野がある。また、仙獣にはサイズの概念があり、大型仙獣は標準の仙獣2匹分のスペースをとる。
仙獣は召喚した後に主人公グループか仙獣グループに配属させなければならない。1つのグループには標準サイズの人間か仙獣が4匹まで配置でき、配置した人間及び仙獣からリーダーを1人（匹）選任しなければならない。仙獣は種類によって異なるリーダー特性が設定されており、リーダーに選任された仙獣のリーダー特性によって、グループ全員の能力値がパーセント修正される。
仙獣グループは集計タイムで設定された行軍ルートに従って仙窟内を巡回する。この時、巡回する部屋に対して仙獣は以下の働きをする。
- 生産部屋で生産したエネルギーを回収し、他の部屋に運搬する
- 練丹部屋で生産した仙丹を回収し、他の部屋に運搬する
- 部屋の耐久力を回復させる

※エネルギーと仙丹の各部屋への分配方法には違いがあり、エネルギーは各部屋ごとに2 - 3ターン分の赤字分を供給するため（エネルギー収支が黒字なら供給無し）、前側の部屋ではエネルギーがかなり蓄積してしまったり後側の部屋では供給できなかったりすることに対し、仙丹は次の仙丹部屋までの巡回する各部屋に保有量を均等に分配する。
また、仙獣グループは巡回中に侵入者と遭遇すると撃退のために戦闘をする。リーダーの仙獣によっては、巡回経路に出現した飛天石出口を破壊するものもいる。ただしあくまで巡回経路にあればであり、巡回経路からずれた場所にある飛天石出口を破壊に行ったりはしない。
主人公グループの仙獣は主人公の操作に従うため、行軍ルートの設定は必要ないが、仙丹の運搬などは能力があっても行えない。しかしリーダーを主人公以外にすることは可能であり、リーダー修正や飛天石破壊属性も有効である。

#### 主人公のアクション
主人公の可能なアクション一覧。
- 攻撃
  - 小攻撃
  - 巻物攻撃
  - 中攻撃
  - 大攻撃
  - スマッシュ
  - キック
  - スーパーキック
  - 仙術
- 移動
  - ダッシュ
- 特殊
  - 向き固定
  - 場所固定

※攻撃は装備している武器によってモーションが変化する。また、大攻撃は2種類の出し方があり、通常時はどちらも同じモーションだが、こちらも装備武器によっては違う攻撃になる場合がある。また、仙術は主人公のレベルが上がると最大18まで使用可能なものが増える。

### 集計タイム
集計タイムは仙窟モードと並ぶ仙窟運営の重要フェイズである。また、集計タイムの終了は1ターンの終了でもある。集計タイムでは以下のことができる。
情報
仙窟と部屋に関する情報を見ることができる。また、ここで見られる情報は仙窟モードでも見られる。
強化
各部屋に貯まった仙丹を使い、それぞれの部屋の能力を強化できる。強化できるメニューはその部屋に流れ込む風水の組み合わせと量に依存する。
トラップ設置
攻撃部屋で作ったトラップを仙窟内に設置できる。トラップは一つの部屋と通路にそれぞれ二個まで設置可能である。
味方編成
仙獣の属するグループを変更できる。またリーダー選任の変更も出来る。主人公グループのリーダーを主人公以外にも出来る。
味方行軍ルート
仙獣グループの巡回経路を決めることができる。巡回経路はループしていることが効率的であり推奨される。
セーブ
ゲームをセーブできる。

## SFC版との主な相違点
- オープニングムービーの追加
- 声の大幅な追加
- 会話時に主要キャラクターのバストアップイラストが表示されるようになった
- 各種インターフェースの改良。すぐに必要な情報へアクセスできる配慮がなされた。
- ヘルプの追加
- ゲームバランスの調整。
- Lv1で干支の仙獣すべてが召喚できるようになった
- 主人公の攻撃動作が装備する武器によって変化するようになった。
- ダッシュ移動の操作変更。押しっぱなしで移動できるようになった。
- 大攻撃がボタン1つで操作できるようになった。
- 選択前に各シナリオにエンディング数がいくつあるかが表示されるようになった。
- シナリオの改修、追加。
- シナリオキャラの仙窟への侵入時にイラストが表示されるようになった。
- グラフィック、エフェクト類の改修
- なぞ窟モードの追加
- 初回限定版にはおまけディスクが付属。

基本的にSFC版に様々な要素を追加する方向性での移植だが、SFC版からオミットされた部分などもある。

## なぞ窟
なぞ窟は本編から独立したゲームモードで、あらかじめ用意されている仙窟で決められた条件をクリアするとアイテムが貰える。全20問。貰ったアイテムは倉庫に保存され、本編で使うことができる。

## おまけディスク
初回限定版にはおまけディスクが付属している。ヒロイン（さくら）と林玲蘭がナビゲート役。このディスクのコンテンツでのみ主人公の声が聞ける。以下がディスクの内容。
金の部屋（キャラ・仙獣紹介）
次のものを見ることができる。
- 全登場キャラクターのインタビュー・プロフィール・ギャラリー
- 仙獣のインタビューと特性解説

インタビューは、そのキャラクター（仙獣）にヒロインと林玲蘭が質問をするという形式をとる。
土の部屋（ゲームルーム）
ポーカーに似たゲームで遊ぶことができる。各カードには固有の台詞が付いていて、言葉遊びもできる。掛け金は林玲蘭に借りるという設定のため、負け続けて何回も掛け金を無くすとそれ以上お金を貸してもらえなく（ゲームで遊べなく）なる。
火の部屋（サウンドルーム）
次の4曲を聴くことができる。この曲はCD-DAとしてディスクに収録されているものである。
- 洞仙のテーマ
- 修行の仙窟
- シャスタのテーマ
- 盟友推参

木の部屋（仙窟より愛をこめて）
『サターンFAN』で連載していた「仙窟より愛をこめて」（おおつきべるの）の音声・演出付き漫画を見ることができる。
水の部屋（洞仙日記）
『週刊セガサターンマガジン』で連載していた「洞仙日記」（船戸明里）の音声・演出付き漫画を見ることができる。
おまけの部屋
以下の内容がある。
- おまけの絵
- 仙活放送局
- イラスト

仙活放送局では、5本のラジオCMを聴くことができる。このラジオCMはCD-DAとしてディスクに収録されているものである。

## 関連書籍
- 『カオスシード設定資料集 点心爛漫』 ISBN 4-7973-1026-X
- 『カオスシード~風水回廊記~必勝攻略法』 ISBN 4575285757
- 『PLANETS vol.7』 【インタビュー】柏木准一／『カオスシード』というハイブリッドはなぜ成立できたのか ISBN 4905325005